# Dalmazio Peano
Dalmazio Peano (Boves, 14 febbraio 1846 – Cuneo, 25 aprile 1932) è stato un presbitero italiano.

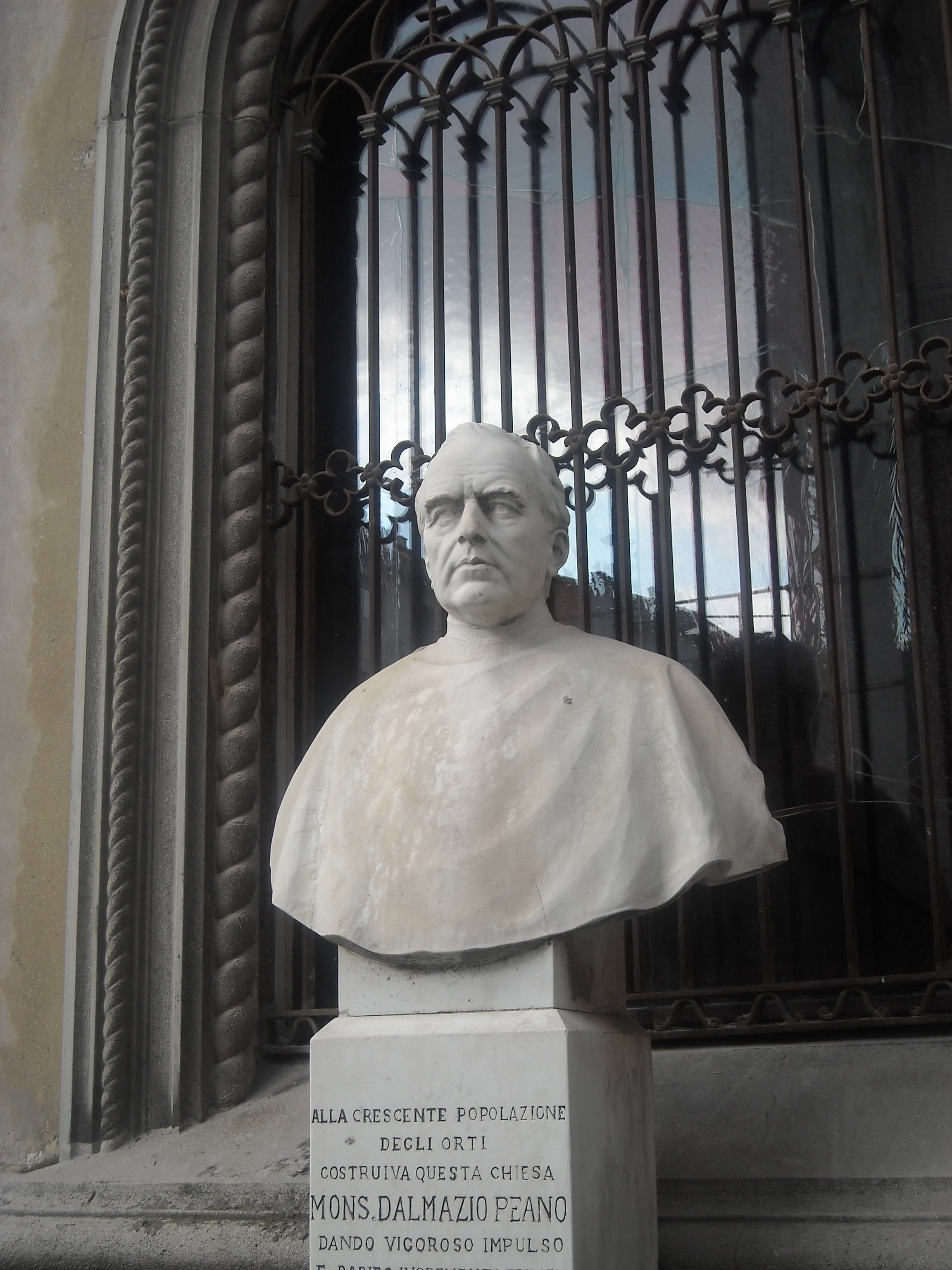
Busto di Peano

Settimo di sedici figli frequenta le scuole elementari a Boves sua città natale per entrare poi nel seminario di Cuneo il 18 settembre 1869. Divenne Curato della Chiesa Cattedrale di Cuneo ma due anni dopo il Vescovo di Cuneo Andrea Formica lo chiamò come suo segretario. Come prime opere creò in Cuneo, nel 1872, due società di mutuo soccorso, una maschile e una femminile. Nel 1876 il Vescovo gli consentì di ritornare alla sua carica di Curato e gli assegnò la cattedra di filosofia del Seminario e quella di direttore spirituale del Liceo-Ginnasio della città.
Il Parroco della Cattedrale lo nominò erede universale e così il 7 dicembre 1879 si ritrovò con una cospicua quantità di denaro che seppe amministrare con opere di carità (in particolare con la creazione di edifici e case per la gente più povera). Il primo dei palazzi da lui edificati fu costruito sul lato Stura di Piazza Vittorio Emanuele II (l'attuale Piazza Duccio Galimberti) dove si stabilirono le suore del Collegio femminile della Sacra Famiglia (1884). Nel 1883 inizia a costruire l'istituto maschile di San Tommaso e lo stesso anno, il 6 dicembre viene nominato dal Re Umberto I Cavaliere della Corona d'Italia per "le distinte benemerenze della S. V. Reverendissima nell'educare ed istruire la gioventù, nonché per gli atti di filantropia da lei generosamente compiuti".
Dopo aver costruito dal 1885 al 1889 "l'Asilo dei poveri vecchi" (attuale Casa famiglia) inizia ad interessarsi della regione orti, una zona di campi all'interno della Città che partiva da piazza Vittorio Emanuele e arrivava fino a San Rocco Castagnaretta. Don Peano decise di progettare una Chiesa dedicata al Sacro Cuore di Gesù. Lo scavo iniziò il 12 novembre 1892 e il 20 ottobre 1895 la chiesa fu terminata, la consacrazione avvenne il 9 ottobre 1897. Per il VII centenario della fondazione della città di Cuneo Re Umberto I venne a far visita alla gente e incontrando Don Dalmazio lo appellò "Re degli Orti". Il 20 gennaio 1906 divenne Parroco della nuova chiesa e Papa Pio X lo nominò "Cameriere segreto con titolo di Monsignore". Dopo aver creato un'altra chiesa sempre nella "Regione Orti" (chiesa di Sant'Antonio) nel 1907 e aver creato nuovi centri per anziani, orfani, lavoratori morì quasi sordo il 25 aprile 1932 a 86 anni e venne sepolto nella sua chiesa. La sua vita fu assillata da debiti in via di scadenza, richieste di prestiti ma tutti i soldi che gli passarono fra le mani furono usati per nobilissimi fini, visse e morì povero.
Accanto alla Chiesa del Sacro Cuore v'è posto un busto raffigurante Monsignor Dalmazio Peano con la scritta:
"A lui, Re degli Ortti, devono in tutto o in parte la vita: Collegio Sacra Famiglia, Collegio San Tommaso, Asilo dei Poveri Vecchi, Chiesa del Sacro Cuore, Casine popolari di via Bersezio, Colonia Sant'Antonio, Orfanotrofio Sacro Cuore, e furono da lui largamente beneficati: Istituto Cottolengo, Istituto delle Protette di San Giuseppe, Istituto Sordomuti. Alla crescente popolazione degli Orti costruiva questa Chiesa Mons. Dalmazio Peano, dando vigoroso impulso e rapido incremento edilizio. Altamente benemerito della religione della Città. Municipio, ammiratori e fedeli riconoscenti posero."